# Língua tepehuana
Tepehuáno (Tepehuano, Tepecano) é o nome de duas línguas muito correlatas da família das línguas Pimanas, essas um ramo das línguas uto-astecass, faladas no norte do México, sendo chamadas de O'otham por seus falantes.

## Variantes

### Norte
O Tepehuáno Norte é falado por cerca de 8 mil pessoas (dados 1990) pelos Tepehuanos no sul do estado de Chihuahua.

### Sul
O  Tepehuán Sul se divide em duas variantes, a do sudeste e a do sudoeste. A primeira é falada por cerca de 9950 pessoas (dados 2000) e Mezquital, estado de Durango. Os falantes do  tepehuano Sul convivem com aquelas da  língua nahuatl “Mexicanera”, havendo  alguns casamentos entre os dois grupos étcicos, sendo que muitos falam as três línguas, Mexicanero, Tepehuáno e o espanhol. O tepehuano do sudoeste é falado por cerca de 8200 (2000) pessoas no sudoeste de Durango.
A extinta língua Tepecana parece ter sido uma sub-variante da formas sul-tepehuanas.

## Mídia
Há programação de rádio em Tepehuáno promovida pela pela “Comissão Nacional para Desenvolvimento de Povos Indígenas” (CDI) nas estações XEJMN-AM de Jesús María, Nayarit, e na XETAR de Guachochic, Chihuahua.

## Morfologia
O Tepehuáno é uma língua aglutinante na qual as palavras apresentam complexos grupos de sufixos com diversos objetivos, aglutinando muitos morfemas numa só palavra.

## Escrita
A língua usa o alfabeto latino ensinado por missionários. Nenhuma das três formas da língua usa as letras F, J, Q, X, Z.
- Consoantes - A variante Norte, além dessas, não usa a o Y nem o V; As variantes do Sudeste e do Sudoeste não usam o C. Na variante Norte usam-se Dy, Ñ, Ng, Š e Ty. Na Sudoeste e na Sudeste há o símbolo ? como consoante e nessa última há o β.
- Vogais – As três formas têm as vogais A, E, I, O, U simples e/ou duplas (longas) e em combinações como ditongo. Todas usan “I barrado” (ɨ) e somente na do sudoeste e há o ʌ.

## Fonologia
Apresenta-se aqui a fonologia da forma Norte do Tepehuano:
Vogais:
São seis vogais e três ditongos..
| Vogais  | Anterior | Central | Posterior |
| Fechada | i [i̠]    | ɨ [ʉ]   | u [u]     |
| Média   | e [e]    | o [ɵ]   |           |
| Aberta  |          | a [ä]   |           |

| Ditongos | Anterior | Central | Posterior |
| Fechada  |          | ɨi [ʊ̈i] |           |
| Média    | ei [ɛi]  |         |           |
| Aberta   |          | ai [äi] |           |

Consoantes:
|                     | Bilabial    | Labio- dental | Alveolar    | Palatal         | Velar       | Labializada | Uvular | Glotal |
| ------------------- | ----------- | ------------- | ----------- | --------------- | ----------- | ----------- | ------ | ------ |
| oclusiva            | p [p] b [b] |               | t [t] d [d] | ty [tʲ] dy [dʲ] | k [k] g [g] |             |        |        |
| Nasal oclusiva      | m [m]       |               | n [n]       | ñ [ɲ]           | ng [ŋ]      |             |        |        |
| Vibrante            |             |               | r [ɾ]       |                 |             |             |        |        |
| Fricativa           | v [v]       |               | s [s]       | š [ʃ]           |             |             | h [χ]  |        |
| Africada            |             |               |             | c [tɕ]          |             |             |        |        |
| Aproximante         | w [w]       |               |             |                 |             |             |        |        |
| Lateral aproximante |             |               | l [l]       |                 |             |             |        |        |